# Mozo del bacín
El mozo del bacín era un servidor de palacio que tenía por oficio evacuar y reponer el bacín de la persona real. Como oficio anexo al servicio de la cámara, andaba allí muy continuo, ya que tres veces al día ejercitaba su oficio de esta manera.
Por la mañana, el camarero, una vez cerrados los paramentos de la cama, como la persona real había estado en el bacín, mandaba a uno de los de la cámara (mozo de cámara) que sacase el bacín que había estado la noche antes allí y lo daba al mozo de bacín, que lo llevaba debajo de su capuz.
Después de que la persona había comido y se retiraba, el mozo del bacín ya tenía dentro del retrete puesto el bacín, de modo que su amo se servía de él. Mientras el camarero le atacaba, el bacín era sacado de allí por quien lo tenía a su cargo, cubierto debajo de su capa.
Después de la noche, cuando entraba el camarero a desnudar a su amo para acostarse, traía el mozo de bacín su instrumento y lo ponía donde iba a quedar esa noche, con un paño limpio cada vez que lo ponía, de una vara de heno y todos los días de la semana.